# Meester van de Llangattock Epifanie

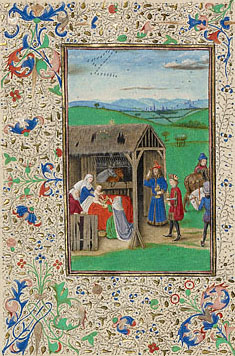
De aanbidding der wijzen uit het Llangattock-getijdenboek.

De Meester van de Llangattock Epifanie (Meester van de Llangattock Driekoningen)  is een anonieme miniaturist die actief was omstreeks 1450-1460, waarschijnlijk in Brugge. Hij was een van de minstens acht artiesten die meewerkten aan het Llangattock-getijdenboek zoals Willem Vrelant, de Meester van de Llangattock-getijden, de Meester van de Alexandre van Wauquelin of diens atelier en het atelier van de Meester van Jean Chevrot. De kunstenaars die aan dit handschrift meewerkten waren goed bekend met het werk van Jan Van Eyck hoewel ze waarschijnlijk geen deel uitmaakten van zijn atelier. Recente studie brachten de Meester van Jean Chevrot, de Meester van de Llangattock-getijden en de hier besproken meester in verband met de verluchting van het Turijn-Milaan-Getijdenboek. Ze kenden blijkbaar de voorstellingen van personengroepen uit het Turijn-Milaan manuscript en herschikten die om nieuwe composities te creëren in de Llangattock-getijden. Deze meester en de Meester van de Llangattock-getijden zijn verschillende kunstenaars.